# Полско Пъдарево
Пòлско Пъдàрево е село в Югоизточна България, община Нова Загора, област Сливен.

## География
Село Полско Пъдарево се намира на около 31 km югозападно от областния център град Сливен, около 7 km югоизточно от общинския център град Нова Загора и около 22 km север-североизточно от град Раднево. Разположено е в северните склонове на Светиилийските възвишения, на около километър североизточно от техния връх Големия баир (303,6 m). Преобладаващият наклон на терена в Полско Пъдарево е на север; надморската височина в центъра е около 175 m, към южния край на селото нараства до около 190 – 200 m, а към северния намалява до около 160 m. Климатът е преходно-континентален. През Полско Пъдарево протича Селската река – извиращ на около 3 km южно малък приток на река Блатница, вливащ се в нея на около 3 km северно от селото. На Селската река има два микроязовира – южно от селото под връх Големия баир и в северния край на селото (малък водоем).
През селото минава третокласният републикански път III-555, който на запад води до връзка на около 2 km преди Нова Загора с второкласния републикански път II-55, а на изток – през селата Омарчево и Биково до град Кермен и нататък. На по-малко от километър северно от Полско Пъдарево минава автомагистрала Тракия, с която селото няма пряка пътна връзка.
Землището на село Полско Пъдарево граничи със землищата на: село Съдиево на север; село Омарчево на изток; село Сокол на юг; село Радево на югозапад; село Езеро на запад; град Нова Загора на северозапад.
Населението на село Полско Пъдарево, наброявало 1361 души при преброяването към 1934 г. и 1430 към 1946 г., намалява до 297 (по служебен документ на НСИ от 2022-12-31) към 2022 г.
При преброяването на населението към 1 февруари 2011 г., от обща численост 382 лица, за 239 лица е посочена принадлежност към „българска“ етническа група, за 29 – към „турска“, за 12 – към „ромска“ и за 102 – „не отговорили“.

## История
Селото е било разположено на север, край реката, до 1803 г. Мястото на сегашното му разположение е било вековна гора, пазена от българин „коруджия“, т.е. пъдар, който пръв е заживял там със семейството си. Има различни предположения за причината на преместването на селото, но във всички случаи по-благоприятният климат и хубавата питейна вода са една съществена причина за това.
След Руско-турската война (1877 – 1878 г.) по Берлинския договор 1878 г. селото – тогава с име Куруджии – остава в Източна Румелия; присъединено е към България след Съединението 1885 г.. Село Куруджии е преименувано на Пъдарево през 1906 г. и на Полско Пъдарево през 1963 г.
Училище в селото, според местни предания, е съществувало още преди Освобождението; помещавало се е в плевня в частен двор. След Освобождението за сграда са използвани основите на старо турско кафене (впоследствие църква), като е направена надстройка за училище. През 1914 г. е направен първи етаж на нова училищна сграда, през 1942 г. е построен и втори етаж. През учебната 1964/1965 г. се открива интернат към училището и районът на събиране на ученици за интерната е от Сливен, село Ягода, Старозагорско, село Боров дол, Сливенско и други. Училището е действало вероятно до 1979 г.
Читалище „Надежда 1902“ в село Куруджии (Полско Пъдарево) е създадено през 1902 г.
Земеделско спестовно дружество „Земеделец“ е основано в село Пъдарево (Полско Пъдарево) на 24 май 1909 г. и започва своята дейност на 7 май 1910 г. То си поставя за цел подпомагане на членовете си с краткосрочни заеми за стопански нужди – набавяне на инвентар и добитък, подпомагане при строежа на стопански сгради и съоръжения, както и развиване на спестовността на населението, доставяне на стоки за потребление и други. През 1928 г. дружеството се преименува на Кредитна кооперация „Земеделец“. През 1930 г. към кооперацията се открива Застрахователно дружество за добитък, чрез което се получават и заеми за земеделските стопани за подпомагане на личните им стопанства. През 1939 г. към кооперацията е образувана ученическа кооперация за подпомагане на социално слаби ученици с различни книжарски материали. През 1948 г. кооперацията се преименува на Всестранна кооперация „Земеделец“ и приема нов устав във връзка с откриването на нови дейности, а през 1952 г. става Потребителна кооперация „Земеделец“. На 1 юни 1953 г. кооперацията е включена с цел уедряване към Градската потребителна кооперация „Наркооп“ в Нова Загора, а към 1959 г., съгласно извършената административна реорганизация на окръзите, преминава към Потребителна кооперация – село Омарчево.
В село Полско Пъдарево няма храм, вписан в списъка на храмовете на Българската Православна църква.

## Обществени институции
Село Полско Пъдарево към 2024 г. е център на кметство Полско Пъдарево.
В село Полско Пъдарево към 2024 г. има:
- действащо читалище „Надежда 1902“;[15][16]
- пощенска станция.[17]

## Културни и природни забележителности
На около 3 km юг-югоизточно от центъра на Полско Пъдарево, на връх Свети Илия в Светиилийските възвишения се намират останките от късноантична и средновековна крепост. На върха през XIV век е построен ислямски молитвен дом – Кадемли Баба Теке. Мястото е известно още като Текето, Тюрбето, Тикята, Ердуванлийското кале. Почти до средата на 20 век е наричано Ердуванлийското теке. Първите писмени сведения за Текето са от османския пътешественик Евлия Челеби. Там са погребани мощите на мюсюлманския светец Мусà чобан, известен с прозвището си Кадемлѝ, принадлежал към ордена на бекташите. Тъй като Кадемли бабà е бил овчар, на 6 май мюсюлманите-дервиши идвали да принесат курбан на светеца. Българите вярват, че в този гроб са погребани мощите на свети Илия (Алия). Хора със здравословни проблеми преспиват тук, колят курбан, палят свещи и принасят дарове на светеца. Българите празнуват на Илинден, а турци и цигани-мюсюлмани – на Гергьовден.
На около 3 km северозападно от центъра на селото, край левия бряг на река Блатница при неин остър завой се намира Чуктатарската селищна могила (поземлен имот с кадастрален идентификатор 57371.17.35; за археологически паметник на културата).